# Liste der Biografien/Anderm
Liste der Biografien |
Portal Biografien |
Personensuche
# |
A |
B |
C |
D |
E |
F |
G |
H |
I |
J |
K |
L |
M |
N |
O |
P |
Q |
R |
S |
T |
U |
V |
W |
X |
Y |
Z |
?
 
Aa |
Ab |
Ac |
Ad |
Ae |
Af |
Ag |
Ah |
Ai |
Aj |
Ak |
Al |
Am |
An |
Ao |
Ap |
Aq |
Ar |
As |
At |
Au |
Av |
Aw |
Ax |
Ay |
Az
 
Ana–Anc |
And |
Ane |
Anf |
Ang |
Anh |
Ani |
Anj |
Ank |
Anl |
Anm |
Ann |
Ano |
Anp |
Anq |
Anr |
Ans |
Ant–Anz
 
Anda |
Ande |
Andh |
Andi |
Andj |
Andl |
Ando |
Andr |
Ands |
Andu |
Andy |
Andz
 
Andec |
Andel |
Andem |
Anden |
Andeo |
Ander |
Andes |
Andet |
Andew |
Andex
 
Andera |
Anderb |
Andere |
Anderg |
Anderh |
Anderi |
Anderk |
Anderl |
Anderm |
Andern |
Anderr |
Anders |
Andert |
Anderw |
Anderz
Die Liste der Biografien führt alle Personen auf, die in der deutschsprachigen Wikipedia einen Artikel haben. Dieses ist eine Teilliste mit 13 Einträgen von Personen, deren Namen mit den Buchstaben „Anderm“ beginnt.

## Anderm

### Anderma
- Anderman, Janusz (* 1949), polnischer Schriftsteller, Hörspiel- und Drehbuchautor, Übersetzer aus dem Tschechischen
- Anderman, Maureen (* 1946), US-amerikanische Schauspielerin
- Andermann, Frederick (1930–2019), kanadischer Neurologe und Epileptologe
- Andermann, Jens (* 1968), argentinischer Lateinamerikanist, Professor an der New York University
- Andermann, Kurt (* 1950), deutscher Historiker und Archivar
- Andermann, Ulrich (* 1955), deutscher Historiker
- Andermatt, Joseph Leonz (1699–1770), Zuger Landvogt und Landammann
- Andermatt, Joseph Leonz (1740–1817), General der Helvetischen Republik
- Andermatt, Martin (* 1961), Schweizer Fußballspieler und -trainerMartin Andermatt (* 1961)

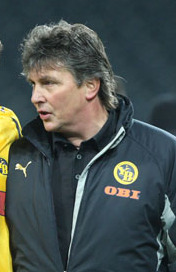
Martin Andermatt (* 1961)

- Andermatt, Nicolas (* 1995), Schweizer Fußballspieler
- Andermatt, Roger (* 1969), Schweizer Serienmörder von pflegebedürftigen Personen
- Andermatt, Ursula (1957–2022), Schweizer Schauspielerin
- Andermatt, Werner (1916–2013), Schweizer Maler und Grafiker